# Hapoel Hadera
Hapoel Hadera (hebr. מועדון כדורגל הפועל חדרה–גבעת אולגה) – izraelski klub piłkarski, mający siedzibę w mieście Hadera, w północno-zachodniej części kraju. 

## Historia
Chronologia nazw:
- 193?: Hapoel Hadera
- 1947: klub rozwiązano
- 1949: Hapoel Hadera
- 2006: Hapoel Ironi Eran Hadera (po fuzji klubów miasta)
- 2015: Hapoel Hadera (po fuzji z Giv'at Olga FC)

Klub piłkarski Hapoel Hadera powstał na początku lat trzydziestych XX wieku. W ostatnich latach brytyjskiego mandatu klub występował w rozgrywkach o Puchar Palestyny 1946 oraz Liga Bet 1946/47 (II poziom), ale przez wojnę izraelską o niepodległość klub został rozwiązany. 
Po uzyskaniu niepodległości klub został reaktywowany w Haderze w 1949 roku. W sezonie 1951/52 zespół debiutował w Liga Bet (II poziom), zajmując drugie miejsce w dywizji północnej. W następnym sezonie zwyciężył w dywizji północnej i zdobył historyczny awans do najwyższej ligi. Debiut w Liga Alef był nieudanym. Przedostatnie 13.miejsce spowodowało spadek do drugiej ligi. Klub był zmuszony czekać aż do 1970 roku, kiedy po raz drugi trafił do elitarnej ligi. W sezonie 1970/71 zajął 14.miejsce, ale następny sezon zakończył na ostatniej 16.pozycji i ponownie spadł do drugiej ligi. Po roku nieobecności w 1973 wrócił do Ligi Leumit. W sezonie 1973/74 zajął 13.miejsce. W 1975 był na 7.lokacie. W 1975/76 zajął 16.miejsce i spadł do drugiej ligi. Po roku ponownie wrócił do elitarnej dywizji i tym razem grał do 1979 roku. W 1997 roku klub spadł do trzeciej ligi, w 1999 roku - do czwartej, a w 2003 roku - do piątej.
W 2006 wszystkie kluby z Hadery złączyły się w jedyny klub Hapoel Ironi Eran Hadera. W 2008 wrócił do czwartej ligi. Od 2009 klub grał w trzeciej lidze. W 2015 do klubu dołączył Giv'at Olga FC i zmienił nazwę na Hapoel Hadera. W sezonie 2016/17 zwyciężył w dywizji i awansował do drugiej ligi. W sezonie 2017/18 zajął drugie miejsce ligowe i został promowany do Ligat ha’Al.

## Sukcesy

### Trofea międzynarodowe
Nie uczestniczył w rozgrywkach europejskich (stan na 31-05-2018).

### Trofea krajowe
| \| \| Zdobyte trofea w rozgrywkach Izraela (stan na: 31-05-2018) \| |                                                            |      |                                                   |
| Rozgrywki                                                           | Osiągnięcie                                                | Razy | Sezon(y)                                          |
| Mistrzostwo                                                         | I miejsce                                                  | 0    |                                                   |
| Mistrzostwo                                                         | II miejsce                                                 | 0    |                                                   |
| Mistrzostwo                                                         | III miejsce                                                | 0    |                                                   |
| Mistrzostwo                                                         | 7.miejsce                                                  | 1    | 1974/75                                           |
| Puchar                                                              | zdobywca                                                   | 0    |                                                   |
| Puchar                                                              | finalista                                                  | 0    |                                                   |
| Puchar                                                              | półfinalista                                               | 1    | 1974/75                                           |
| II liga                                                             | I miejsce                                                  | 6    | 1940, 1949/50, 1953/54, 1969/70, 1972/73, 1976/77 |
| II liga                                                             | II miejsce                                                 | 1    | 2017/18                                           |
| II liga                                                             | III miejsce                                                | 0    |                                                   |
| Izrael                                                              | Zdobyte trofea w rozgrywkach Izraela (stan na: 31-05-2018) |      |                                                   |

- Liga Artzit (III poziom):
  - mistrz (3): 1961/62, 1981/82, 2016/2017

- Toto Cup Leumit:
  - zdobywca (1): 1975/76

## Stadion
Klub rozgrywa swoje mecze domowe na stadionie Netanja w Netanji, który może pomieścić 13610 widzów.